# Skřipec (literární anticena)
Skřipec je cena, kterou od roku 1994 každoročně udílí Obec překladatelů za překladové dílo vykazující závažné nedostatky v převodu z cizího jazyka do češtiny nebo za zásah do práv autora překladu. Současně může být udělena anticena Skřipeček za nekvalitní překlad nebeletristického textu.
Jako první byl za rok 1994 oceněn překlad knihy Edgara Lawrence Doctorowa Billy Bathgate od Zuzany Čaplové pro vydatelství Riopress.

## Laureáti

### Za rok 1994
Zuzana Čaplová za překlad knihy Edgar Lawrence Doctorow: Billy Bathgate. Vydalo nakladatelství Riopress

### Za rok 1995
Pavlína Smiljaničová za překlad knihy Vuk Draškovič: Nůž. Vydalo nakladatelství Optys

### Za rok 1996
Adéla Václavková za překlad knihy George Orwell: V břiše velryby. Vydalo nakladatelství Votobia

### Za rok 1997
cena Skřipec: Ivory Rodriguez za překlad knihy Thomas Malory, Artušova smrt, Vydalo nakladatelství Jota
cena Skřipeček: agentura Komfort za text Řízení procesu změny

### Za rok 1998
- cena Skřipec:
  - David Hron za překlad výbor povídek izraelských autorů Cesta do Jericha. Vydalo nakladatelství Volvox Globator
  - Martin Sasák za překlad knihy Antoine de Saint-Exupéry, Malý princ, Vydalo Ottovo nakladatelství
- cena Skřipeček: Ivo Pospíšil za překlad knihy William Gibson, Zběsilá jízda. Vydalo nakladatelství Návrat

### Za rok 1999
- cena Skřipec: nebyl udělen
- cena Skřipeček: Hana Halamová-Cataleno za překlad knihy Clarissa Pinkola Estés, Ženy, které běhaly s vlky. Vydalo nakladatelství Pragma[2]

### Za rok 2000
- cena Skřipec: Jaroslav Kubrycht za překlad románu Michael Ondaatje: V kůži lva. Překlad: Vydal: Volvox Globator
- cena Skřipeček: Petr Hurtík za překlad publikace Nicholas John Mackintosh, IQ a inteligence. Vydalo nakladatelství Grada[3]

### Za rok 2001
- cena Skřipec: nakladatelství Adonai za vydání dvou svazků s názvem Osm digestů světových autorů, různí překladatelé. ISBN 80-86500-44-6, ISBN 80-86500-46-2
- cena Skřipeček: Iva Černá za překlad knihy Aleksandr Vasil’jevič Koržakov, Boris Jelcin od úsvitu do soumraku. Vydalo nakladatelství Votobia, ISBN 80-7220-101-8[4]

### Za rok 2002
- cena Skřipec: Iva Pekárková za překlad knihy Stephen King: O psaní. Vydalo nakladatelství: Beta - Dobrovský, ISBN 80-7306-037-X
- cena Skřipeček: Jana Pečírková za překlad knihy Robina Neillandse, Války růží. Vydalo nakladatelství: Naše vojsko, ISBN 80-206-0620-3[5]

### Za rok 2003
- cena Skřipec: Václav Procházka za překlad Leonarda Cohena, Hudba neznámého : vybrané básně a písně, vydalo nakladatelství BB ART, ISBN 80-7341-085-0[6]
- cena Skřipeček: nakladatelství Bastei Moba za dobré překlady, které byly připsány jinému autorovi. Překlady z ruštiny, francouzštiny a angličtiny (Dostojevskij, Turgeněv, Defoe, Maupassant) údajně přeložila Marie Ruthová. Její překlady se však nápadně shodují se staršími překlady jiných překladatelů.[7]

### Za rok 2004
- Martin Sasák a Ottovo nakladatelství za plagiát překladu knihy Antoine de Saint-Exupéry: Malý princ. Jako překladatel je uveden Martin Sasák, ve skutečnosti se jedná o mírně upravený překlad Zdeňky Stavinohové.[8]

### Za rok 2005
cena Skřipec: Markéta Válková za překlad knihy Nikolaj Berďajev Vlastní životopis, redaktor Michal Altrichter, vydalo nakladatelství Centra Aletti Refugium Velehrad-Roma, Olomouc 2005, ISBN 80-86715-44-2.
cena Skřipeček: Anděla Kramlová za překlad knihy Boris Semenovič Ilizarov: Tajný život Stalina, redaktorka Zdenka Jirková, vydalo Nakladatelství Fontána, Olomouc 2005, ISBN 80-7336-211-2

### Za rok 2006
Cena Skřipec za rok 2006 byla rozdělena mezi dva překlady:
- Ivan Brož za překlad knihy Davida Baldacciho Hrátky o hodinu, odpovědný redaktor Miroslav Žák, vydalo nakladatelství Mladá fronta, Praha, 2006, ISBN 80-204-1217-4
- Otakar Franczyk za překlad knihy Augusta Strindberga Romantický sakristián na Ranö, odpovědná redaktorka Eva Strnadová, vydalo nakladatelství Host, Brno 2006, ISBN 80-7294-199-2[11][12]

cena Skřipeček za nebeletristický překlad: Josef Bartoň za překlad knihy kolektiv autorů: Bojové techniky starověkého světa, odpovědný redaktor Richard Zatloukal, vydal D-Consult s.r.o. v nakladatelství DEUS, Praha 2006, ISBN 80-86215-88-1

### Za rok 2007
- cena Skřipec: nebyla udělena
- cena Skřipeček: Antonín Skalický za překlad knihy Stéphane Audoin-Rouzeau: Velké bitvy historie, odpovědný redaktor Václav Trhal, vydalo nakladatelství Brána a nakladatelství Deus, Praha 2007, ISBN 978-80-87087-09-1.[13][14]

### Za rok 2008
Cena byla rozdělena mezi dva překlady:
- Hana a Martin Sichingerovi za překlad románu Neala Stephensona Rtuť, nakladatelstvím Talpres, ISBN 978-80-7197-347-8[15][16]
- Václav Čapek za překlad knihy Leszka Mazana Polská Praha aneb Jak se z půlky stala polka, nakladatelství BVD, ISBN 978-80-87090-16-9.[17][18]

### Za rok 2009
- Millenium Publishing s. r. o. za porušení překladatelských autorských práv při vydání knihy Arthur Conan Doyle, Pes baskervillský. Nakladatelství vydalo autorskoprávně chráněný překlad Františka Gela z roku 1959, ale označila jej jako překlad Josefa Pachmajera (1864-1928); ISBN 978-80-7390-142-4[19]

### Za rok 2010
- Vlastimil Dominik za překlad knihy Niklas Frank: Moje německá matka, nakladatelství Práh, ISBN 978-80-7252-265-1[20]

### Za rok 2011
- Miluše Juřičková a Štěpán Lichorobiec za překlad románu Torkila Damhauga Slepá skvrna, nakladatelství Jota, Brno, 2011 (odpovědnou redaktorkou Eva Strnadová), ISBN 978-80-7217-937-4, s přihlédnutím k pochybným překladům, které vyšly v posledních pěti letech a zatím unikly kritické pozornosti.[21]

### Za rok 2012
Cena Skřipec byla rozdělena mezi dva překlady:
- Jindřich Brož za překlad knihy Vera Vogeler (Ne)milostivé léto L.B., vydalo nakladatelství BVD v roce 2012, ISBN 978-80-87090-64-0
- Libuše Čižmárová za překlad knihy Josef Haslinger Jáchymov : tragický osud legendárního československého brankáře Bohumila "Bóži" Modrého, vydalo nakladatelství Jota v roce 2012, ISBN 978-80-7462-082-9

Cenu Skřipeček za nebeletristický překlad obdržela Tereza Cihelková za překlad publikace Jeana-Jacquesa Marieho: Stalin, vydalo nakladatelství Naše vojsko v roce 2011, ISBN 978-80-206-1211-3

### Za rok 2013
Cena rozdělena mezi dva lautreáty:
- Martina Černá za překlady několika divadelních her argentinských dramatiků Rafaela Spregelburda a Eduarda Pavlovského
- Petr Polák za plagiáty starších překladů klasických děl Charlotte Brontëové a Roberta E. Howarda.

### Za rok 2014
- Dana Šimonová a Bronislava Bartoňová za překlad knihy Walter Isaacson Steve Jobs. Vydalo nakladatelství Práh, ISBN 978-80-7252-588-1

### Za rok 2015
- nakladatelství Dobrovský s.r.o. za zastaralé překlady v edici Omega.

### Za rok 2016
- Jana Mašková za překlad knihy Elina Hirvonen Až vyprší čas. Vydalo nakladatelství Dobrovský s.r.o., Knihy Omega, 2015 ISBN 978-80-7390-282-7

### Za rok 2017
Anticena Skřiec za rok 2017 byla rozdělena mezi dva lautreáty:
- Kateřina Dejmalová za překlad memoárů Jeana-Paula Belmonda Mých tisíc životů. Vydalo nakladatelství Práh, Praha 2017.
- Lucie Paulová za překlad životopisu Novak Djokovič – sportovní vyslanec Srbska, jehož autorem je Chris Bowers. Vydalo nakladatelství Dobrovský s. r. o. (edice Knihy Omega), Praha 2017.[23]

### Za rok 2018
Ondřej Duha za překlad románu James Patterson a Bill Clinton: Pohřešuje se prezident. Vydalo nakladatelství Kalibr 2018.

### Za rok 2019
nebyla cena udělena kvůli pandemii covidu-19.

### Za rok 2020
Nakladatelství Dobrovský s.r.o. za pokračující plagiáty překladů klasické literatury.

### Za rok 2021
Runka Žaludová za překlad románu Johna Boyna Skrytá zuřivost srdce, vydalo nakladatelství Slovart v roce 2019.

### Za rok 2022
Jaroslav Geraskov Otčenášek za překlad románu Janka Poliće Kamova Vysušená kaluž. Vydalo nakladatelství Academia v roce 2022. 
Druhou anticenu přidělila porota Janě Middleton a nakladatelství Fortuna Libri za flagrantní porušení etických norem a autorského práva v případě Farmy zvířat George Orwella, kterou nakladatelství vydalo v roce 2022.

### Za rok 2023
Nakladatelství Euromedia Group za vydání knihy Nicole Arend VAMPS: Čerstvá krev, kterou přeložil Radek Blažek. Odpovědný redaktor Boris Hokr, redakce textu Michaela Merglová, korektura Lucie Krátká. Zarážející množství chyb nejrůznějšího typu je nutno přičíst na vrub nejenom překladateli, ale také redaktorce a korektorce, které by neměly pustit do tisku nehotový polotovar.